# Gąsawy (powiat szamotulski)
Gąsawy – wieś w Polsce położona w województwie wielkopolskim, w powiecie szamotulskim, w gminie Szamotuły.

## Historia
Miejscowość pierwotnie była związana z Wielkopolską. Istnieje co najmniej od drugiej połowy XIV wieku i ma średniowieczną metrykę. Po raz pierwszy w źródłach historycznych wieś odnotowana została w łacińskim dokumencie z 1482 gdzie zapisano ją pod nazwą "Gąnssawa", 1508 "Gassawy", 1510 "Gansawy", 1563 "Gąnssawi", 1577 "Gąssawy", 1580 "Gąszawy".
Wieś była własnością szlachecką należącą do wielkopolskiej szlachty z rodu Danaborskich, którzy od nazwy wsi Danabórz przyjęli odmiejscowe nazwisko, a później także do Łąckich oraz Rokossowskich. W 1482 miejscowość leżała w powiecie poznańskim województwa poznańskiego w Koronie Królestwa Polskiego. W 1508 odnotowana została w parafii św. Stanisława w Szamotułach.
Pierwszy zachowany zapis o wsi z 1482 odnotowuje Katarzynę z książąt raciborskich, córkę Małgorzaty z Szamotuł i księcia raciborskiego Wacława II, wdowy po Władysławie z Danaborza, która zapisała mansjonarzom kolegiaty w Szamotułach 10 grzywien czynszu rocznego na wsi Popowo koło Szamotuł i folwarku w Gąsawach za 100 kóp z zastrzeżeniem prawa wykupu. W 1493 dała ona swym synom Janowi Starszemu i Janowi Młodszemu dziedzicom z Danaborza oraz starostom nakielskim połowę miasta Stobnica wraz z wsiami, w tym m.in. Gąsawy. W 1494 Jan Starszy z Danaborza zapisał altarii św. Stanisława w kościele św. Stanisława w Szamotułach 4 grzywny czynszu rocznego oraz mansjonarzom w Szamotułach dwie grzywny czynszu rocznego na wsiach Popowo i Gąsawy.
W 1508 odnotowano folwark gąsawski. W 1510 dla mansjonarzy z kolegiaty w Szamotułach pobierano dwie kopy oraz dwie grzywny czynszu rocznego ze wsi Popowo oraz z folwarku gąsawskiego należącego do Jana z Danaborza starosty nakielskiego. W 1563 ponownie odnotowano folwark we wsi. W 1577 płatnikiem poboru był Mikołaj Łącki. W 1580 płatnikiem poboru był Jakub Rokossowski herbu Glaubicz, który zapłacił go od dwóch zagrodników oraz kolonisty, najemnego robotnika od pługa.
Wieś szlachecka Gąszawy położona była w 1580 roku w powiecie poznańskim województwa poznańskiego w Rzeczypospolitej Obojga Narodów. Wskutek II rozbioru Polski w 1793, miejscowość przeszła pod władanie Prus i jak cała Wielkopolska znalazła się w zaborze pruskim. W latach 1975–1998 miejscowość administracyjnie należała do województwa poznańskiego.

## Zabytki
We wsi znajduje się zespół dworsko-folwarczny, w skład którego wchodzą m.in. murowany, klasycyzujący dwór z około 1870 (z ogrodem zimowym i tarasem), park krajobrazowy z 2. połowy XIX wieku i zabudowania folwarczne z różnych lat (od 1919 do lat 30. XX wieku). Obok stoi zabytkowa kolonia mieszkalna (pięć domów) z lat 1900-1938. Zespół był własnością Kierskich, potem Szołdrskich, od 1880 Gromadzińskiego (Niemca), a od 1926 Tadeusza Tomaszewskiego. Obecnie jest w złym stanie.